# Антоновка (Литинский район)
Анто́новка (укр. Антонівка) — село на Украине, находится в Литинском районе Винницкой области.
Код КОАТУУ — 0522481602. Население по переписи 2001 года составляет 43 человека. Почтовый индекс — 22351. Телефонный код — 4347.
Занимает площадь 0,034 км².

## Адрес местного совета
22351, Винницкая область, Литинский р-н, с. Горбовцы, ул. Кирова, 62